# Louisville Open 1977
Il Louisville Open 1977 è stato un torneo di tennis giocato sulla terra verde. È stata l'8ª edizione del torneo, che fa parte del Colgate-Palmolive Grand Prix 1977. Si è giocato a Louisville negli Stati Uniti dal 25 al 31 luglio 1977.

## Partecipanti

### Teste di serie
| Nazionalità   | Giocatore         | Ranking | Testa di serie |
| ------------- | ----------------- | ------- | -------------- |
| Argentina     | Guillermo Vilas   | 4       | 1              |
| Stati Uniti   | Eddie Dibbs       | 10      | 2              |
| Stati Uniti   | Dick Stockton     | 11      | 3              |
| Polonia       | Wojciech Fibak    | 12      | 4              |
| Stati Uniti   | Harold Solomon    | 13      |                |
| Stati Uniti   | Arthur Ashe       | 18      |                |
| Australia     | Phil Dent         | 23      |                |
| Australia     | John Alexander    | 30      |                |
| Croazia       | Željko Franulović | 33      |                |
| Nuova Zelanda | Brian Fairlie     | 34      |                |
| Australia     | Dick Crealy       | 36      |                |
| Paraguay      | Víctor Pecci      | 39      |                |
| Stati Uniti   | Bill Scanlon      | 40      |                |
| Sudafrica     | Raymond Moore     | 42      |                |
| Australia     | Mark Edmondson    | 49      |                |
| Sudafrica     | Bob Hewitt        | 54      |                |

## Campioni

### Singolare maschile
Guillermo Vilas ha battuto in finale  Eddie Dibbs con il punteggio di 1–6, 6–0, 6–1

### Doppio maschile
John Alexander /  Phil Dent hanno battuto in finale  Chris Kachel /  Cliff Letcher con il punteggio di 6–1, 6–4